# Mariko Hayashi
Mariko Hayashi (japanisch 林 真理子; * 1. April 1954 in Yamanashi) ist eine japanische Schriftstellerin, Essayistin und Kolumnistin. Sie ist Trägerin des Naoki-Preises und geschäftsführende Direktorin der Japanischen Schriftstellervereinigung (Nihon Bungeika Kyōkai). Seit 2022 ist sie zudem Präsidentin des Universitätsrats der Nihon-Universität. Hayashi ist eine der bekanntesten literarischen Stimmen Japans seit den 1980er Jahren.

## Leben
Mariko Hayashi wurde in Yamanashi geboren und absolvierte die Nihon-Universität, Fachbereich Literatur. Nach ersten Erfahrungen als Werbetexterin debütierte sie 1982 mit dem Essayband Runrun o katte ouchi ni kaerou (ルンルンを買っておうちに帰ろう, Kauf dir das Glück und geh nach Hause), der ein Bestseller wurde. 1986 erhielt sie für die Erzählungen Saishūbin ni maniaeba (最終便に間に合えば, Wenn ich den letzten Flug noch erreiche) und Kyōto made (京都まで, Bis nach Kyōto) den renommierten Naoki-Preis. Der Roman Fukigen na kajitsu (不機嫌な果実, Die missmutige Frucht), der Untreue zum Thema hat, wurde 1996 zu einem Bestseller und 1997 von Katsuo Naruse mit Kaho Minami in der Hauptrolle verfilmt. 2016 produzierte TV Asahi aus dem Stoff eine 7-teilige TV-Serie (Hauptrolle: Chiaki Kuriyama). 1997 wurde sie für die Sammlung zusammenhängender Kurzgeschichten „Minna no himitsu“ (みんなの秘密, Jedermanns Geheimnis) mit dem Yoshikawa-Eiji-Literaturpreis ausgezeichnet.
Hayashis Werk, das oft zwischen gesellschaftlicher Satire, Popkultur und emotionaler Beobachtung changiert, hat in der japanischen Literatur eine besondere Stellung. Sie ist dafür bekannt, Neid, Missgunst und Eifersucht literarisch zu enttabuisieren. Neben ihrer schriftstellerischen Tätigkeit ist sie auch für ihre Kolumnen und Fernsehauftritte berühmt.

## Werke (Auswahl)

### Romane und Erzählungen
- Runrun o katte ouchi ni kaerou (ルンルンを買っておうちに帰ろう, Kauf dir das Glück und geh nach Hause [Essayband]), 1982
- Saishūbin ni maniaeba (最終便に間に合えば, Wenn ich den letzten Flug noch erreiche), 1985; ital. L’ultimo volo per Tokyo, 2020, ISBN 978-8865643372
- Kyōto made (京都まで, Bis nach Kyōto), 1985
- Shiraren renren (白蓮れんれん, Lotosblume), 1995 – Biografischer Roman über Yanagihara Byakuren
- Minna no himitsu (みんなの秘密, Das Geheimnis von allen), 1997
- Asukurepiosu no aijin (アスクレピオスの愛人, Asklepios’ Geliebte), 2013
- Shimo no utage (下流の宴, Das Bankett der unteren Klassen), 2010 – Gesellschaftsroman, auch als Fernsehserie adaptiert
- Mariko, enraku (マリコ、炎上, Mariko, Flammen) 2016

### Weitere Essays und Kolumnen
- Yofuke no nawatori (夜ふけのなわとび, Seilspringen in der Nacht, seit 1984) – Langjährige Essayreihe im Magazin Shūkan Bunshun, ausgezeichnet als weltweit am längsten laufende Kolumne in einem Magazin (Guinness-Weltrekord, 2020)[6]
- Bijin nyūmon (美女入門, Einführung in die Welt der schönen Frauen, seit 1999) – Reihe humorvoller Essaybände zum Thema Weiblichkeit und Gesellschaft

## Auszeichnungen (Auswahl)
- 1986: Naoki-Preis für Saishūbin ni maniaeba und Kyōto made
- 1995: Shibata-Renzaburō-Preis für Shiraren renren
- 1998: Yoshikawa-Eiji-Literaturpreis für Minna no himitsu
- 2013: Shimase-Preis für Liebesgeschichten für Asukurepiosu no aijin
- 2018: Preis des Schriftstellerklubs für historische Literatur für Segodon
- 2018: Medaille am Violetten Band (紫綬褒章, Shiju hōshō)
- 2020: Kikuchi-Kan-Preis
- 2022: Noma-Publikumspreis für Verlagskultur

Quelle: World of Literary Prizes

## Öffentliche Ämter
- Seit 2020: Geschäftsführende Direktorin der Japanischen Schriftstellervereinigung (Nihon Bungeika Kyōkai, als erste Frau)
- Seit 2022: Präsidentin des Universitätsrats der Nihon-Universität (als erste Frau)